# Sillages...
Pour le réseau Sillages, voir Transports en commun de Grasse.
Sillages… op. 27, est une suite de trois pièces pour piano composée par Louis Aubert de 1908 à 1912. L'œuvre est créée par le pianiste Lucien Wurmser, le 19 février 1913 dans la salle Érard. La partition, publiée aux Éditions Durand la même année, est dédiée à Jacques Durand.
Pièces de virtuosité — après la toccata des Lutins, op. 11, de 1903 — les Sillages… expriment l'appel de la mer, les charmes nocturnes du rêve, la fuite inexorable des heures et la nostalgie de pays lointains, colorés d'une inspiration explicitement basque dans son mouvement central, où apparaît le rythme caractéristique de la habanera qui culminera dans son œuvre avec la Habanera pour orchestre, composée à la fin de la première Guerre mondiale.
Bien accueillie par la critique et le public, cette œuvre tombe dans l'oubli après la mort du compositeur, en 1968, dans l'indifférence de ses contemporains. Élève de Fauré, Louis Aubert et sa musique semblaient avoir survécu à leur époque. Les Sillages… sont redécouverts au début des années 1990, grâce à des pianistes comme Marie-Catherine Girod.
Le compositeur et musicologue Guy Sacre considère cette suite comme « le chef-d'œuvre pianistique d'Aubert », un triptyque comparable à Gaspard de la nuit de Ravel, et l'une des plus importantes partitions impressionnistes françaises du début du XXe siècle, pour le piano, avec La Maison dans les dunes de Gabriel Dupont, Le Chant de la mer de Gustave Samazeuilh et les Clairs de lune d'Abel Decaux. 
Vladimir Jankélévitch estime que cette partition, avec les Six poèmes arabes de 1917 et la Sonate pour violon de 1926, porte la marque de « l'un des plus grands musiciens français ».

## Composition

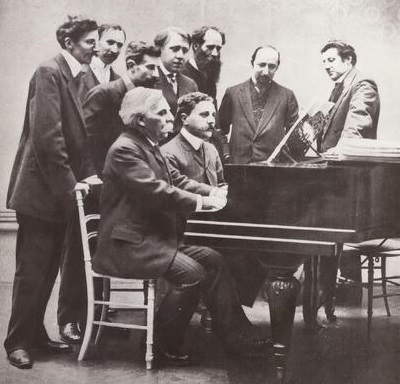
Les créateurs de la Société musicale indépendante, en 1910. De gauche à droite, debout : Louis Aubert, l'éditeur A.Z. Mathot, Maurice Ravel, André Caplet, Charles Koechlin, le critique Émile Vuillermoz, Jean Huré. Au piano : Gabriel Fauré et Jean Roger-Ducasse.

Louis Aubert compose les pièces de Sillages… de 1908 à 1912, « longuement travaillées » comme beaucoup de ses œuvres. Dans l'« excellente étude » qu'il lui consacre en 1921, Louis Vuillemin présente ces « trois importants morceaux pour piano » comme l'aboutissement de la « deuxième période créatrice (1904-1913) » du compositeur, et « d'une façon si radicale qu'on a la tentation de les considérer comme avant-coureurs de la période suivante », après la première Guerre mondiale. Guy Sacre mesure, « au piano en particulier, le chemin parcouru de la suave Romance, op. 2 de 1897 aux resplendissants Sillages… achevés en 1913 ».
Le compositeur, né à Paramé, près de Saint-Malo, a déjà « adopté le Pays basque pour seconde patrie. Et, très attiré par l'Espagne, Aubert fait preuve avec Ravel d'indéniables affinités artistiques, alors même qu'une prédilection plus marquée pour les effets de fondu et de flou impressionnistes trahissent sa fascination pour Debussy ».
Ces liens d'amitié avec Maurice Ravel méritent d'être signalés : Marcel Marnat rappelle que « Louis Aubert était un de ces rares familiers que Ravel tutoyait ». En 1911, assuré de ses qualités de pianiste virtuose, il lui avait confié la première audition publique des Valses nobles et sentimentales, lors d'un concert de la SMI particulièrement houleux pour l'interprète. Reconnaissant, Ravel lui dédie cette partition .
Louis Aubert et Maurice Ravel ont collaboré sur plusieurs œuvres ou arrangements — comme la transcription pour deux pianos des Nocturnes de Debussy, qu'ils interprètent ensemble le 24 avril 1911, dans la salle Gaveau — et en participant à des collections de pièces commandées par La Revue musicale, comme l'Hommage à Gabriel Fauré en 1922 et le Tombeau de Ronsard en 1924.

En avril 1911, dans un moment de découragement, conséquence d'une « méfiance justifiée par les faits » envers Diaghilev et les ballets russes, Ravel propose à Louis Aubert — orchestrateur « de premier ordre » comme lui — de composer le finale de Daphnis et Chloé qu'il achèvera lui-même en avril 1912, après les Valses nobles et sentimentales. Louis Aubert en témoigne, peu de temps avant sa mort : 

« Je crois que le grand honneur de ma vie musicale — même si on ne retient rien de mes propres œuvres — sera d'avoir, ce jour-là, dit non à Maurice Ravel. »

Les Sillages… « sont dédiés au Pays basque, le pays natal de Ravel, dont Louis Aubert avait fait sa terre d'adoption ».

## Création
L'œuvre est créée par le pianiste Lucien Wurmser, le 19 février 1913 dans la salle Érard, lors d'un concert organisé par l'éditeur Jacques Durand. Le programme du concert « renseigne précieusement sur l'inspiration de chacun des trois mouvements de cette musique évocatrice » sans que la suite, impressionniste, passe pour de la musique à programme. Louis Aubert avait dédié sa Valse-Caprice, op. 10 à Lucien Wurmser en 1902.
La partition, publiée aux Éditions Durand la même année, est dédiée « à Jacques Durand, en témoignage d'affection ». Elle est parfois présentée comme l'op. 27 de son auteur.

## Présentation
L'œuvre est en trois mouvements, formant un « triptyque d'une richesse de texture orchestrale avec des éclairages subtils, d'une expression profonde » :
1. « Sur le rivage » — Assez lent, en mi mineur, à 
 (avec de nombreux changements de mesure) ;
2. « Socorry » — Très lent, en la bémol majeur, à 
 puis à 
 — la habanera centrale à 
 ;
3. « Dans la nuit » — Vif et léger, en fa dièse majeur, à 
.

En associant « l'influence impressionniste à un large souffle lyrique, le triptyque de Sillages, marqué par un grand métier compositionnel, une oreille millimétrée et une sensibilité passionnée, est conçu selon un plan similaire, dans une analogie évidente, à Gaspard de la nuit de Ravel : un premier volet de forme libre, large et assez majestueux, une pièce centrale méditative, et enfin un final menaçant, virtuose et houleux ».
La durée d'exécution est d'environ vingt-deux minutes,.

## Parcours de l'œuvre
Guy Sacre présente les Sillages… de Louis Aubert, avec Le Chant de la mer de Gustave Samazeuilh, comme de « splendides poèmes destinés à un piano virtuose et orchestral ». De fait, « il est troublant de constater que Louis Aubert et Gustave Samazeuilh, nés la même année, en 1877, ont conçus tous deux leur plus grand chef-d'œuvre pianistique sur un thème et une forme identique sans, semble-t-il, se concerter ; les deux grands triptyques marins Sillages et Le Chant de la mer font indéniablement partie de l'océan des œuvres de génie délaissées et mal connues ».

### I. «Sur le rivage»
La première pièce, Sur le rivage, plus proche des Houles (La Maison dans les dunes) de Gabriel Dupont que d'Une barque sur l'océan (Miroirs) de Ravel, « ne peint pas l'attirance du large, mais l'appréhension qu'il inspire » selon Guy Sacre.
Vladimir Jankélévitch entend dans « le roulis harmonieux des triolets par lesquels s'ouvre le recueil, la fluidité des arpèges qui en sont pour ainsi dire l'orchestration continue, la liquéfaction des rythmes et les prestiges éblouissants de la virtuosité une des plus grandioses marines de l'impressionnisme musical ». Selon lui, et « par-dessus tout, l'auteur de la Chanson de mer, d'Aigues-marines et de Sillages est le musicien de la mer ».

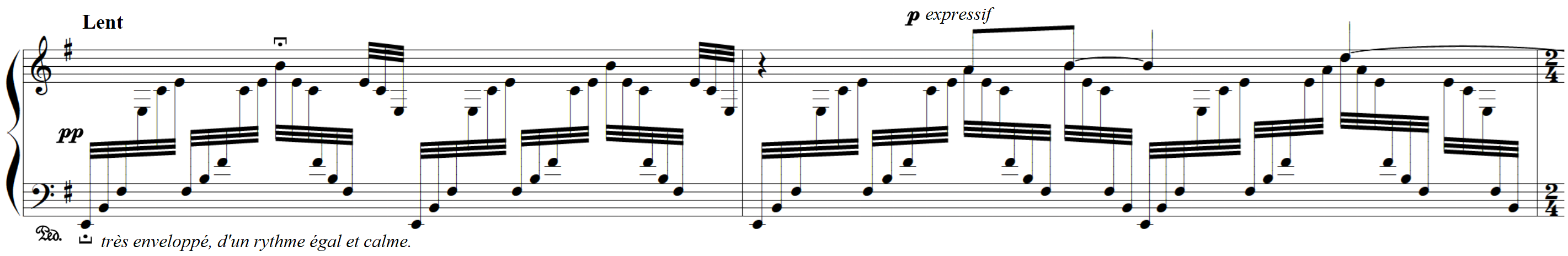
Sur le rivage, mesures 3 et 4.

Dans cette « mise en scène des caprices de l'océan, qui frappe les côtes de la Bretagne au Pays basque », l'interprète ressent « la stupeur face à son étendue majestueuse, où le ruissellement continu des arpèges laisse émerger très vite du ressac un thème en accords, expressif et large ». La pièce présente l'« alternance d'une appréhension devant les abymes du large et une attirance, malgré tout, pour les grands départs. Elle entremêle des plages de paix, à peine troublées par des vaguelettes venant mourir sur le sable, et des irruptions de violence orageuses qui charrient des flots noirs et menaçants, sollicitant toutes les ressources de la virtuosité pianistique ».
Après « un développement empli de chromatismes aux accents presque franckistes (une rareté chez Aubert !), les éléments initiaux reviennent en ordre inversé, pour conclure en mi mineur, avec d'ultimes fragments de vagues ». Ainsi, « l'écriture rappelle, malgré son langage si personnel, celle de ses prédécesseurs César Franck ou encore Henri Duparc. En ce sens, elle constitue une forme d'alliage d'une esthétique harmonique française, subtile et claire, et d'un héritage germanique marqué par une certaine ampleur de souffle, de sostenuto et d'expression ».
Enfin, « la lente réexposition du thème se meurt dans une coda longue et méditative qui conduit à Soccorry ».

### II. «Socorry»

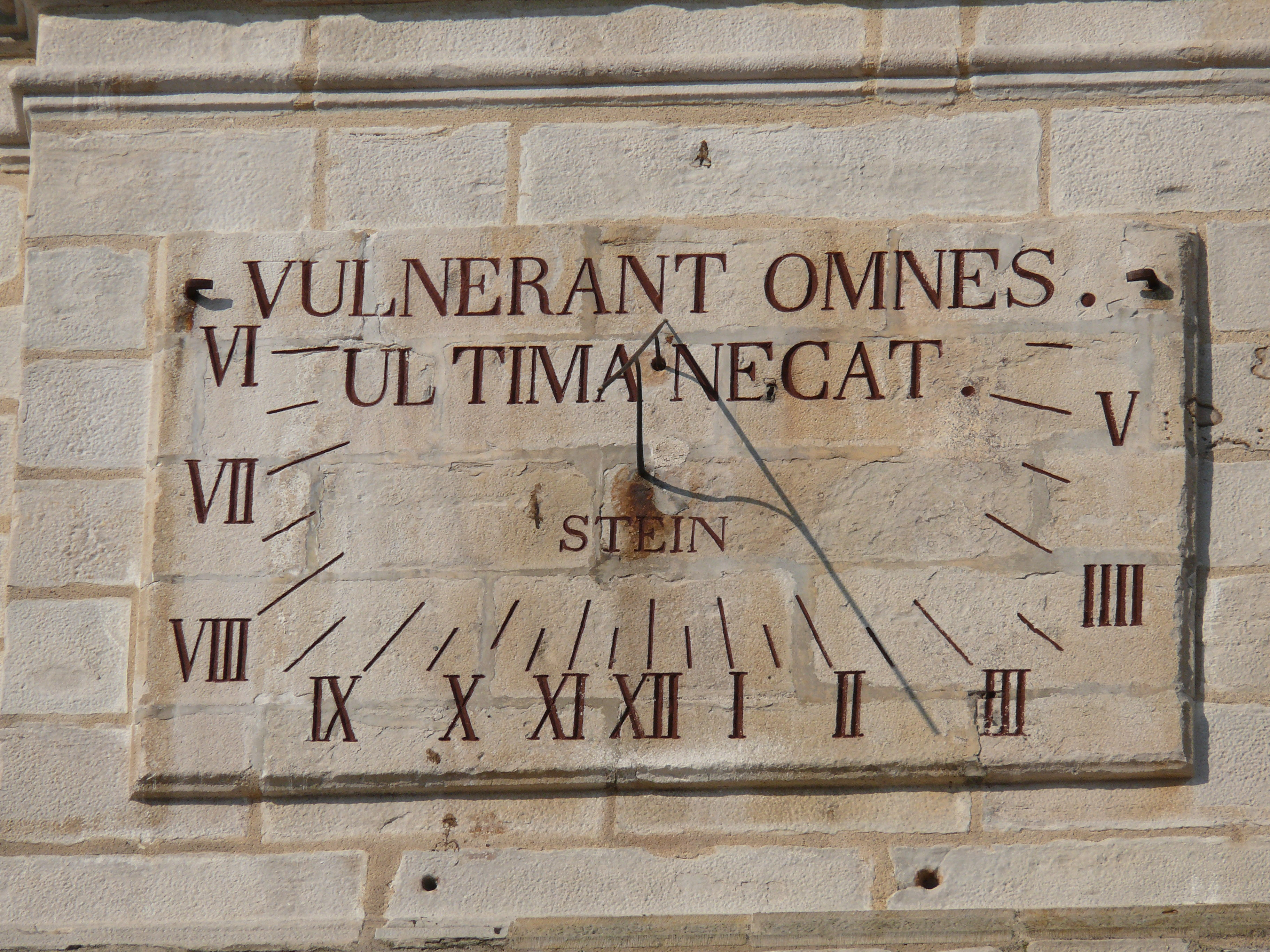
Inscription sur le cadran solaire de l'Église Saint-Vincent d'Urrugne.

Après l'« observation calme du mouvement imprévisible des vagues, la musique évolue vers l'immobilité ironique » d'une pièce qui porte, en exergue : 

« Vulnerant omnes, ultima necat. »

— inscrit sur le clocher d'Urrugne, proche de Socorry.
Louis Aubert avait lu cet adage sur les heures, « inscrit sur de nombreux cadrans solaires (« Elles blessent toutes, la dernière tue »), sur le clocher d'Urrugne (Pays basque) ». Cette inscription avait inspiré à Théophile Gautier un poème, L'Horloge, publié dans son recueil España en 1845 : 
Socorry est « le cœur battant de ce triptyque ». En effet, dans ce mouvement qui « se rapporte au cimetière juché sur les premiers contreforts de la montagne, dominant le village d'Urrugne, c'est bien l'immobilité et le silence de la mort » qui évoque « un autre sillage, la trace laissée par la vie humaine ».
Après un début « hésitant (en la bémol majeur, très lent), dont les notes tintent à la façon de cloches lourdes », un rythme de habanera « s'affirme, peu à peu (en mi bémol) et désormais, entre fougue et nonchalance, ne va plus qu'en augmentant, en intensité et en hauteur, retrouvant pour finir la tonalité initiale de la bémol. Ce tableau d'une vie grouillante, tragique par son paradoxe, poignant par ses violentes couleurs, ses harmonies troubles et bitonales, se fige brusquement sur un point d'orgue. Et la fin, estompée, n'évoque plus que le glas ».

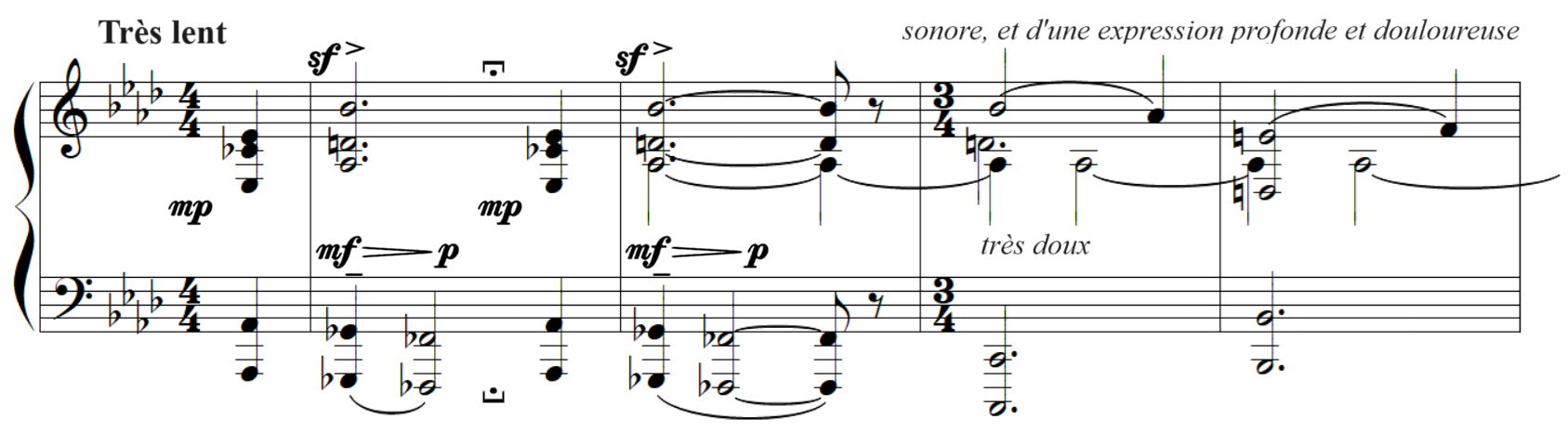
Socorry, mesures 1 à 4.

Dans cette pièce, où « l'élément anecdotique et pittoresque s'est affiné », apparaît nettement « l'inflexion ibéro-mauresque » chère au compositeur de la Nuit mauresque. Michel Dimitri Calvocoressi admire ce mouvement « où tournoie un rythme de danse basque, superbe d'allure et riche d'émotion  ». Le rythme d'une habanera « murmurante, évocatrice et sarcastique, véritable danse macabre » qui « hante » cette deuxième pièce revient, « par éclairs aussi », dans la troisième.

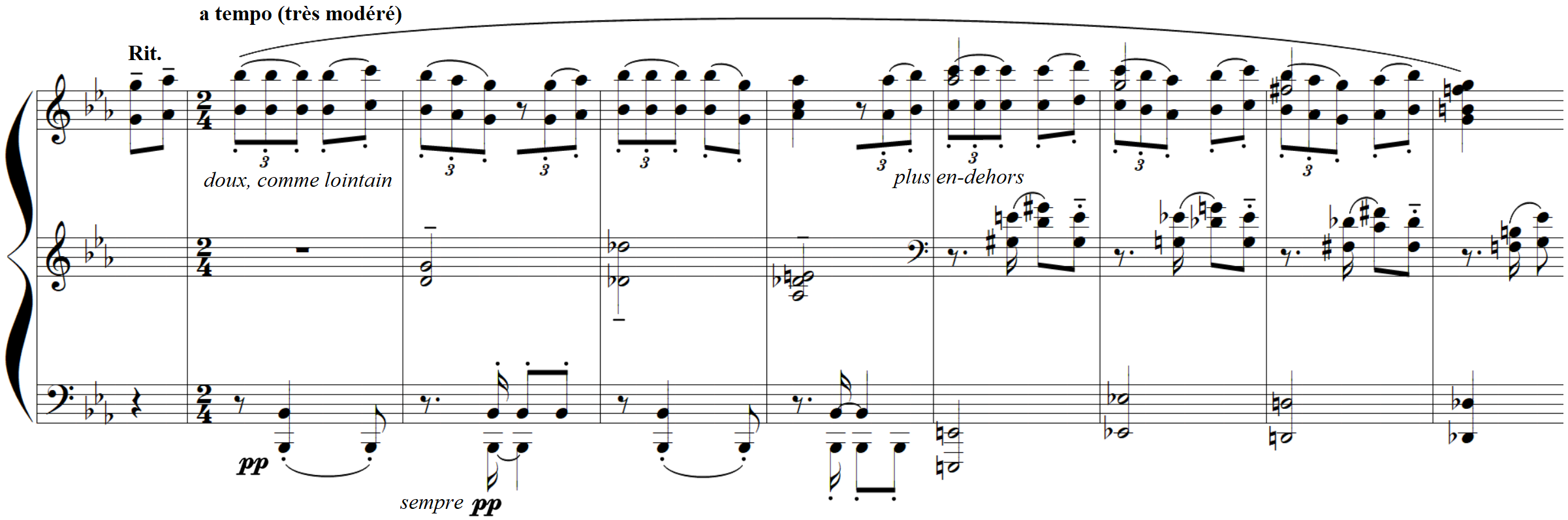
Socorry, premières mesures de habanera.

Ce thème « a le contour tonal net et bien frappé d'un chant populaire basque, qui va brutalement s'estomper pianissimo dans un halo harmonique fondu, privilégiant des enchaînements dont le caractère sophistiqué porte davantage l'empreinte de Fauré que celle de Debussy : enharmonie, balancement d'accords de septième ayant en commun le même intervalle de triton, enchaînements rompus. Il reste que l'immuable répétition du motif de habanera sur un tapis d'harmonie en perpétuelle dérive dont l'ambiguïté s'accroît de nombreuses altérations, relève du procédé impressionniste de la variation harmonique ».
Vladimir Jankélévitch, analysant l'importance et le caractère de la danse dans la musique de Ravel, insiste sur « la cubaine habanera, c'est-à-dire le tango andalou que Bizet, Saint-Saëns, Chabrier, Laparra et Louis Aubert ont rendue célèbre ». Cette pièce centrale de Sillages... et la suivante annoncent la Habanera, qu'il compose à la fin de la première Guerre mondiale. Le rythme de habanera « a décidément valeur de signature pour Louis Aubert ». Dans son œuvre, ce motif remonte à la Vieille chanson espagnole, une mélodie composée en 1894, ressurgissant ici comme « une réminiscence rythmique remontant des profondeurs de la mémoire », pour caractériser « cette pièce nostalgique et douloureuse ».
Jankélévitch suggère également le message de la suite dans son ensemble : « Un profond silence, dans les Poèmes arabes, les Crépuscules d'automne et les trois parties de Sillages, enveloppe les éclats de la passion ; la clameur désespérée et le chant amoureux ne sont plus qu'un chuchotement imperceptible ; les voix de la mer et de la nuit expirent dans un murmure ».

### III. «Dans la nuit»
Cette pièce « tranche radicalement avec les mouvements précédents. Vive et légère, elle semble faire écho à une autre œuvre aquatique de Debussy, Poissons d'or, non seulement par leur tonalité commune, mais aussi par leur écriture incisive, insaisissable et capricieuse ».
Dans la nuit, en fa dièse majeur, « ne doit pas seulement son titre à son homonyme des Fantasiestücke  de Schumann » (op. 12, no 5, In der Nacht) en ce qu'il « convoque des effets hallucinatoires qui sont ceux de la virtuosité lisztienne et romantique ». Guy Sacre y trouve, « transposées du romantisme à notre modernité, les mêmes hallucinations, que traduit une écriture étincelante : traits alternés, grands arpèges à notes répétées, allers et retours des deux mains en superpositions rythmiques. Dans ces lueurs fantomatiques palpite soudain, très doucement, le thème de la habanera de Socorry et, plus loin, répercuté d'un registre à l'autre et amplifié, monte le chant initial de Sur le rivage », culminant dans une « fin sonore et virtuose, martelée d'accords et striée de traits rapides comme l'éclair ».

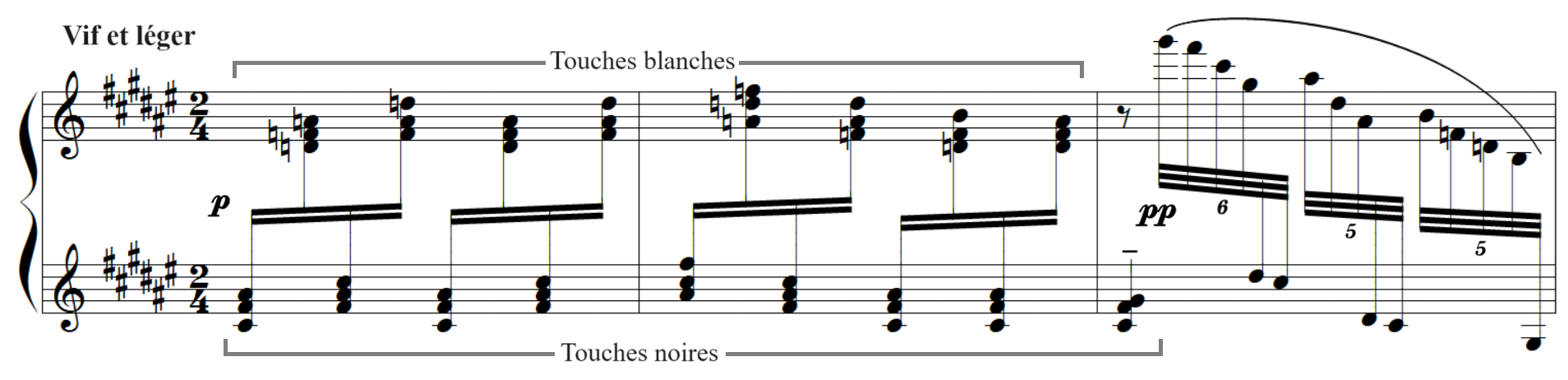
Dans la nuit, mesures 1 à 3.

Marcel Landowski et Guy Morançon, suivant le programme, redoutent cette nuit « oppressante, et nous cherchons dans ce brouillard la lueur indécise et vacillante qui peu à peu s'agrandit et s'intensifie pour enfin nous montrer le port ».
Vladimir Jankélévitch tient en haute estime « la musique de Louis Aubert, musique « pure » s'il en fut, pourtant à l'opposé de tout formalisme. L'émotion musicale, chez lui, prend naissance dans certains décors privilégiés : l'occasion de cette griserie et le prétexte de sa rêverie, ce sont ces grandes choses générales et indéterminées qu'on appelle la Mer, la Nuit : la musique de Louis Aubert n'est pas seulement une musique du soir, c'est aussi une musique de la nuit ». Ainsi, « le somptueux nocturne en fa dièse majeur par lequel se termine le recueil évoque le fourmillement des constellations et la pluie des étoiles filantes ».
Finale « brillamment coloré, délibérément grandiose », avec « des sonorités aquatiques et des scintillements de lumière », cette « fantaisie onirique et fantastique » compte parmi les « meilleures pages de la musique impressionniste française ».

## Postérité
Sillages… est considéré, au début du XXIe siècle, comme « le chef-d'œuvre pianistique d'Aubert », comparable à Gaspard de la nuit de Ravel.

### Accueil critique
Lors de la première audition publique des trois pièces, en 1913, le critique de la S.I.M. conclut : « Échappons-nous en suivant les Sillages de Louis Aubert, fluides, ultra-modernes, et si souples, si tendrement irisés ». Michel Dimitri Calvocoressi admet que, « c'est Socorry pour l'instant que je préfère. Il est possible que, devenu plus familier avec ces Sillages qui sont une œuvre de maturité d'un musicien digne de confiance et déjà éprouvé, je modifie cette opinion ». Un critique américain déclare : « Je suis un grand admirateur d'Aubert. Je pense que lui et Florent Schmitt se tiennent côte à côte à la tête de la jeune école française, mais je ne comprends pas tout des compositions de ces deux hommes !… »
En 1921, Louis Vuillemin consacre une monographie à Aubert, où il fait l'éloge de la partition : « Les Sillages, suite de trois grandes pièces pour piano, d'une écriture extrêmement brillante et d'une puissance évocatrice qu'il faut souligner, sont l'une des œuvres de Louis Aubert que l'on joue le plus aujourd'hui ». Pour Marcel Landowski et Guy Morançon, « cette œuvre domine incontestablement la production pianistique de Louis Aubert ».
En 1930, René Dumesnil considère que les trois pièces de Sillages… « s'apparentent à Debussy et à Fauré, mais sans rien qui ressemble à une imitation ; simplement, l'auteur pénètre, comme il est légitime, dans le domaine dont ces deux maîtres avaient montré l'accès ; mais il y possède sa part bien à lui ». En 1933, un journaliste aborde un entretien avec le compositeur en lui demandant « Relirons-nous quelques Poèmes arabes ? Retrouverons-nous la plainte passionnée de Socorry ? »
Après l'« émouvante » Esquisse pour l'Hommage à Gabriel Fauré, en 1922, Aubert ne compose plus pour piano seul. Guy Sacre s'interroge : « L'instrument n'a-t-il réellement fleuri pour lui « qu'un seul jour », comme la fleur séculaire du sonnet de Heredia ? ou s'émut-il, ayant écrit ce qu'à bon droit il pouvait considérer comme un joyau du piano français, de ne l'entendre jouer qu'occasionnellement, dans l'ombre encombrante des triptyques de Ravel et de Debussy, des Estampes, des Images, de Gaspard de la nuit ? »
En 1967, Marcel Landowski et Guy Morançon s'interrogent : « Quand on a écrit Le Tombeau de Chateaubriand, Habanera, Sillages, Pays sans nom ou les Trois chants hébraïques, pour ne citer que quelques-unes de ses plus belles œuvres, peut-on être sûr qu'à travers modes, révolutions et oublis, un message a été transmis ? »

### Oubli

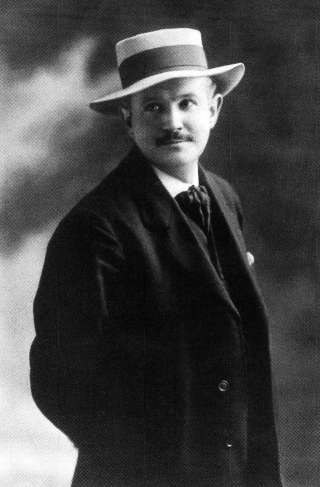
Gabriel Dupont (1878-1914)
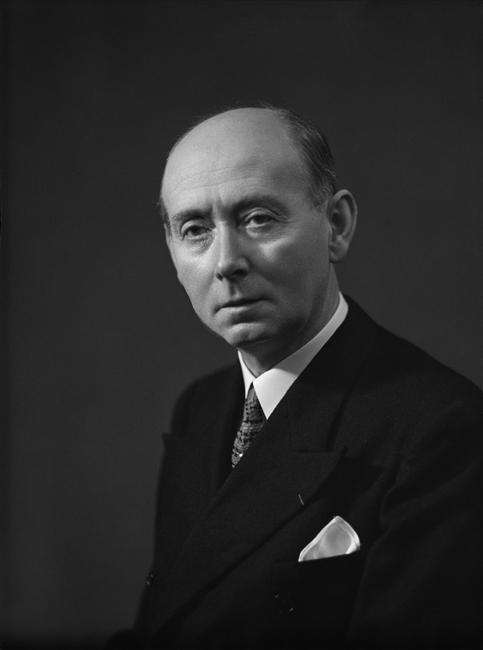
Gustave Samazeuilh (1877-1967)
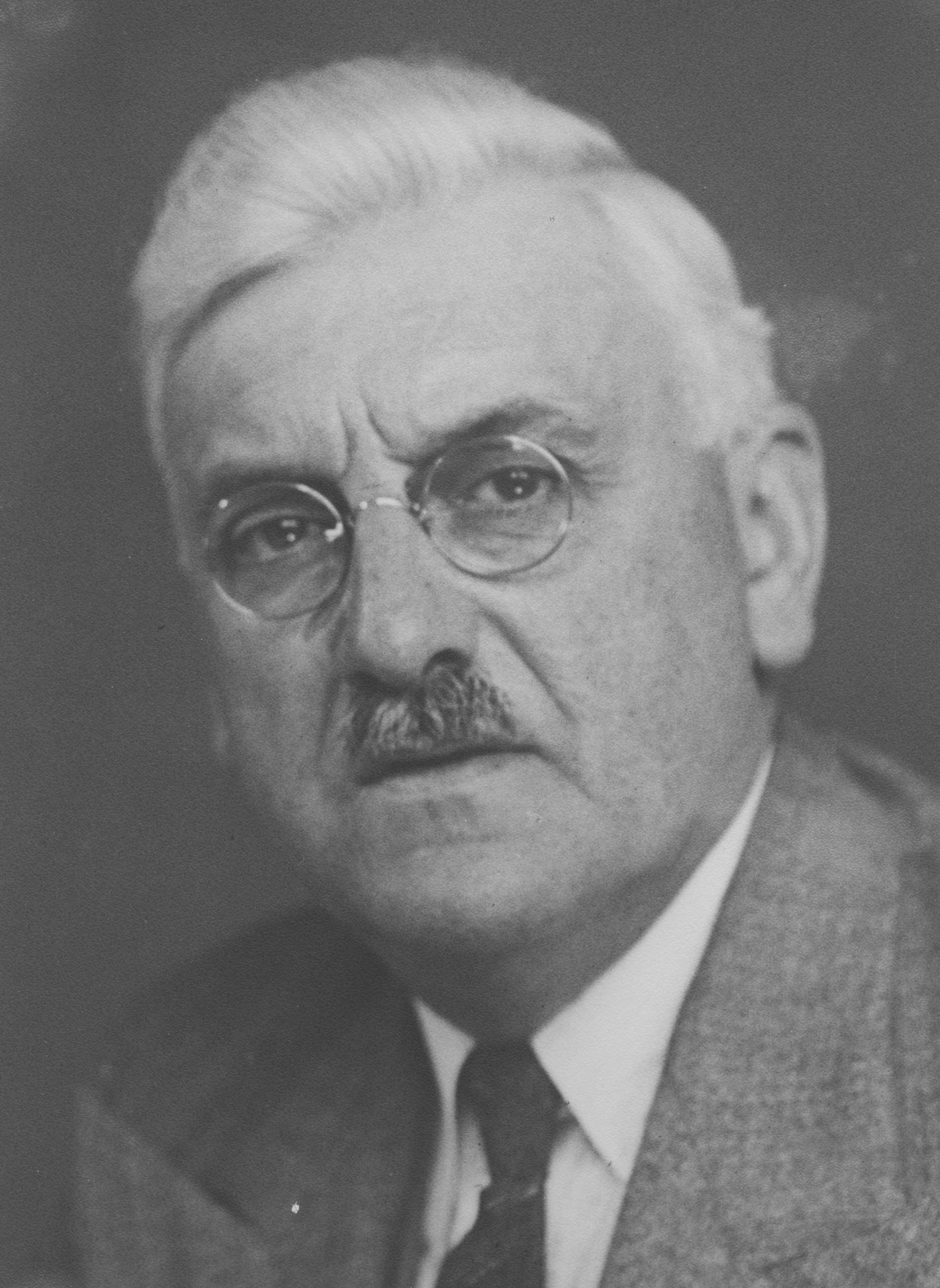
Abel Decaux (1869-1943)

Louis Aubert meurt en 1968, « âgé de 91 ans, dans l'indifférence de ses contemporains, comme il est généralement fatal aux compositeurs qui ont survécu à leur époque ». L'auteur du Tombeau de Chateaubriand se considérait déjà, non sans raisons, comme « méconnu ». L'année suivante, Roland de Candé mentionne seulement « une célèbre Habanera, pièces pour piano, mélodies » dans son Dictionnaire de la musique, témoignant pour un compositeur qui se sera montré « aussi parcimonieux dans sa production qu'exigeant sur sa qualité. Cette économie ne saurait pourtant expliquer l'oubli profond dans lequel dorment quasiment ses œuvres, ni constituer une critique — ou alors il en faudrait autant pour Duparc, Dukas et Ravel ».
En 1944, Gustave Samazeuilh oublie les Sillages… dans un aperçu de ses œuvres dont il mentionne, entre autres, les Six poèmes arabes. En 1949, Émile Vuillermoz mentionne seulement la partition « entre tant d'autres pages d'une étonnante délicatesse de touche ». En 1954, Louis Aguettant nomme Louis Aubert en premier parmi les « élèves de Fauré », présentés dans l'ordre alphabétique, mais il ne commente aucune de ses partitions. En 1960, l'historien de la musique Paul Pittion ne fait mention, dans son œuvre pour piano, que des Trois esquisses et de celle sur le nom de Fauré. En 1982, le Dictionnaire de la musique dirigé par Marc Vignal mentionne que Louis Aubert « pratiqua aussi la critique musicale et fut élu à l'Institut en 1956 » mais ne donne le titre d'aucune de ses œuvres…
En 1987, Aubert est absent du Guide de la musique de piano réalisé sous la direction de François-René Tranchefort. En 1993, Michel Fleury s'indigne de « l'oubli qui recouvre son œuvre, et dont témoigne une énigmatique autant que scandaleuse disparition du Dictionnaire Grove dans sa version française » : « Il doit être rangé, au même titre que Charles Koechlin ou Florent Schmitt, parmi les quelques « géants » dont la redécouverte devrait permettre d'apprécier dans une plus juste perspective l'évolution de la musique française au XXe siècle ».
Vladimir Jankélévitch en est désolé : avec « la gratitude pour tant d'heures émouvantes passées dans la familiarité des Poèmes arabes et de Sillages… », il déclare : « N'eût-il écrit que Sillages, les Poèmes arabes et la Sonate pour violon, Louis Aubert serait déjà l'un des plus grands musiciens français ». 
En 1998, Guy Sacre place les Sillages… en tête de « ces chefs-d'œuvre honteusement méconnus que la musique française de piano a dédiés à l'élément marin » avec La Maison dans les dunes de Gabriel Dupont, Le Chant de la mer de Gustave Samazeuilh et la dernière pièce des Clairs de lune d'Abel Decaux. Il proteste également contre « la méconnaissance où l'on tient coupablement cette poignée d’œuvres admirables, [qui] ne les empêche pas de rayonner à jamais pour ceux qui les ont une fois entrevues ». Les Sillages… en particulier « sont tombés dans un oubli scandaleux dont quelques pianistes courageux tentent de les sortir ».
Au début du XXIe siècle, la question demeure : « Qui se souvient d'un de nos plus raffinés musiciens, de ses Sillages, subtile partition émanant d'un pianiste suffisamment doué pour avoir créé les Valses nobles et sentimentales de son confrère et ami Maurice Ravel ? » Or, « si ce n'est la méconnaissance, rien ne peut expliquer l'injuste oubli dans lequel est tombée la musique de Louis Aubert. Qui a entendu les Poèmes arabes, les Sillages ou la Habanera ne peut qu'être envoûté par ce musicien rare, raffiné, si typiquement français mais également complètement personnel ».

### Redécouverte
Guy Sacre — qui place cette œuvre dans une continuité d'inspiration allant de Saint François de Paule marchant sur les flots de Liszt à Ce qu'a vu le vent d'ouest de Debussy pour « une telle force d'évocation » des « flots démontés, de la mer hurlante et tumultueuse » — soutient que « dans Sillages… Aubert se réveille, prend mesure de lui-même et de son âme immense. La partition, lentement élaborée, comme toutes les œuvres chez lui qui comptent, atteste, dans son écriture pianistique éblouissante, l'imagination colorée, le trait vigoureux, le langage âpre, le sentiment profond dont il est capable ».
Parmi les « pianistes courageux » salués par Guy Sacre, Marie-Catherine Girod puis Jean-Pierre Armengaud ont donné des interprétations de « l'un des quatre plus importants triptyques de la musique française pour piano du début du XXe siècle, en marge des deux recueils d'Images de Debussy, aux côtés de Gaspard de la nuit de Ravel, Ombres de Florent Schmitt et Le Chant de la mer de Gustave Samazeuilh ».

## Analyse
Jean-Pierre Armengaud témoigne du « geste pianistique consubstantiel de l'architecture » dans les Sillages… : « Lorsque je mets les doigts sur les notes d'une partition de Louis Aubert, je sens immédiatement la présence du pianiste à côté du compositeur. Dès le début, la main et les doigts s'arrondissent naturellement dans le premier mouvement Sur le rivage, et fièrement dans Socorry, l'évocation d'un village basque emblématique, ou se faufilent Dans la nuit entre les notes, entre les résonances. Avant de plonger dans la structure de l'œuvre, on sent la présence du compositeur-pianiste dont les phalanges ont fréquenté la fluidité de Debussy, la finesse de Ravel, l'intransigeance sonore de Satie, la cambrure rauque et douloureuse des accords d'Albéniz, de Falla, tout comme la rondeur sourde de Bartók, provocante de Stravinsky… Cette rondeur positionnelle de la main, proche du clavier, au service d'une harmonie resserrée, nécessite le poids du bras et ouvre sur une grande intériorité du son au fond des touches, tantôt rumeur de colères sublimées, tantôt douceur égale sous la pression de ces petits tambours du cœur qu'anime la pulpe des doigts ».
Guy Sacre, évaluant l'importance des Jeux d'eau de Ravel dans l'histoire de la musique française, s'amuse en constatant : « de Liszt (que nous revendiquons !) à Roussel, de Massenet à Fauré, de Debussy ou Séverac à Aubert, Samazeuilh ou Roger-Ducasse, que de barcarolles et d'ondines, que d'eaux courantes, d'eaux dormantes, de sillages, de reflets dans l'eau ».
Socorry, « commençant et se perdant dans le silence », adopte « la configuration dynamique « en soufflet » caractéristique de l'impressionnisme, dont la Habanera pousse jusqu'en ses limites extrêmes les possibilités expressives : les vagues extatiques qui déferlent les unes après les autres dans l'immense exaltation centrale consacrent, comme chez Delius, la filiation romantique de l'impressionnisme musical ». Par son « statisme tributaire à la fois de procédés harmoniques et de la persistante obsession du rythme de habanera », Sillages… exprime la « lancinante obsession de l'art impressionniste pour la fuite inexorable des heures ».
Louis Aubert est « également musicien de la nostalgie, semblant rejeter l'idée du temps qui passe : presque toute son œuvre reflète ce malaise. Alors, il se complait Dans la nuit : la troisième pièce des Sillages offre un merveilleux exemple de réminiscence, où reparaissent les reflets de la première pièce Sur le rivage et la habanera de Socorry. Comme dans un rêve, il semble nous inviter à retrouver la Nuit mauresque « façonnée avec un art subtil, ainsi qu'un merveilleux palais de Boabdil » ou à partir sur des mers éloignées, vers de nouveaux rivages ».

## Discographie
- Marie-Catherine Girod — Pièces pour piano du Tombeau de Claude Debussy, Sillages de Louis Aubert, Clairs de lune d'Abel Decaux et la Stèle pour le Tombeau de Paul Dukas de Florent Schmitt, 3D 8005, Paris, juillet 1990 (premier enregistrement mondial) ;
- Cristina Ariagno — Louis Aubert, Piano Works, Brilliant Classics 9064, 2009 ;
- Jean-Pierre Armengaud — Louis Aubert, Sillages, Sonate pour violon et piano (avec Alessandro Fagiuoli), Habanera et Feuille d'images (pour piano à quatre mains, avec Olivier Chauzu), Grand Piano GP 648, Paris, 14-15 mars 2014 ;
- Stéphanie Moraly (violon), Romain David (piano) — Louis Aubert, Intégrale de l'œuvre pour violon et piano (Sonate pour violon et piano, Caprice, Aubade, Madrigal), Sillages, Romances, Lutins, Trois esquisses, Azur AZC 166, Festival international Albert-Roussel, 22-25 septembre 2018 ;
- Aline Piboule — Clair de lune au large (extrait du Chant de la mer) de Gustave Samazeuilh, Clairs de lune d'Abel Decaux, Types de Pierre-Octave Ferroud et Sillages de Louis Aubert, Printemps des arts de Monte-Carlo PRI035, 2021[105].
- Florian Caroubi — Sillages de Louis Aubert, Voiles sur l'eau (extrait de La Maison dans les dunes) de Gabriel Dupont, Reflets dans l'eau (extrait des Images, Première série) de Claude Debussy, Le Soir dans les pins (extrait de La Maison dans les dunes) de Gabriel Dupont, Une barque sur l'océan (extrait des Miroirs) de Maurice Ravel, Clair d'étoiles (extrait de La Maison dans les dunes) de Gabriel Dupont, Le Chant de la mer de Gustave Samazeuilh, Éditions Hortus Hortus 210, 2022[106].

### Références

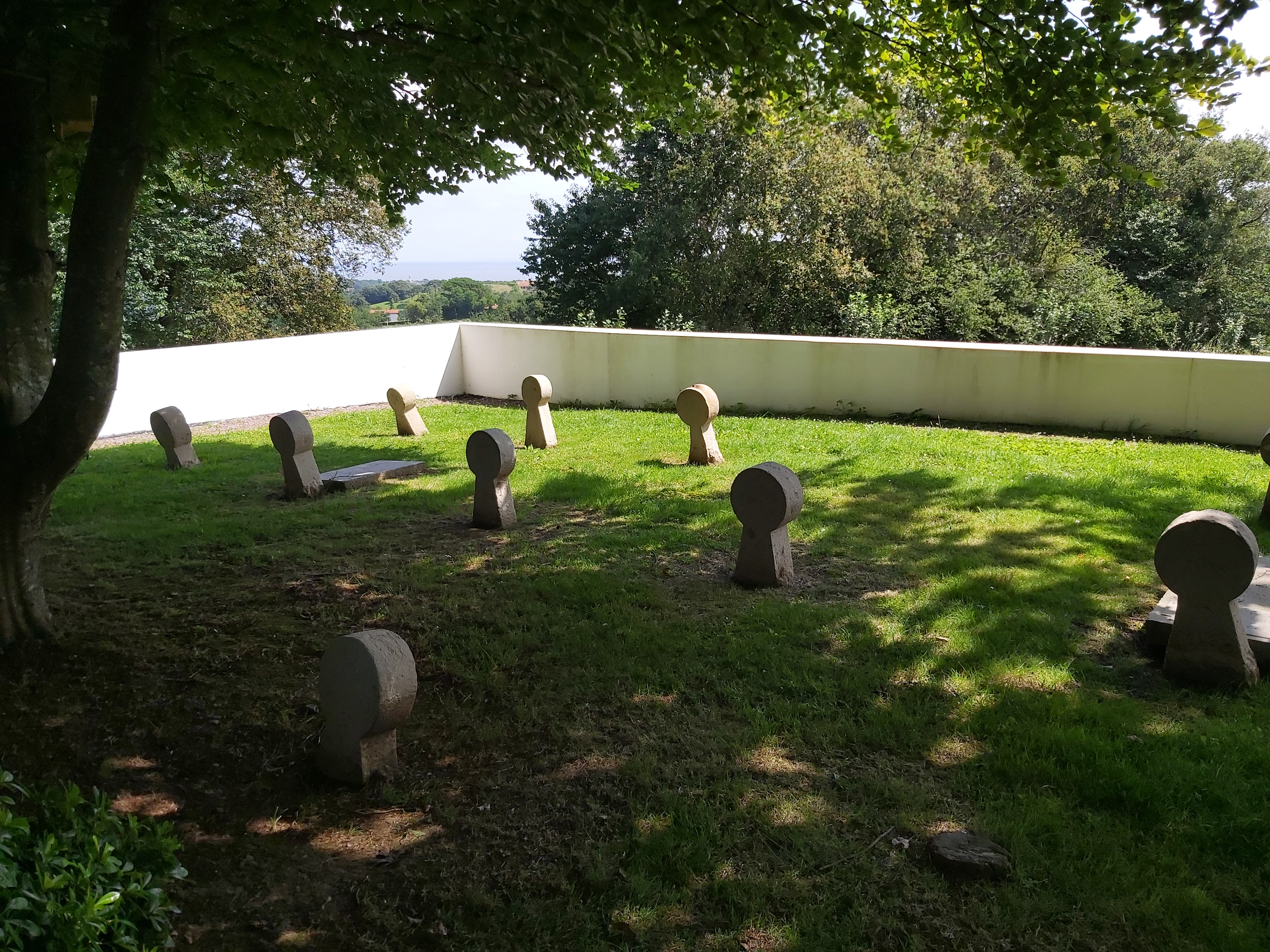
Cimetière marin de Notre-Dame-de-Sokorri, aux stèles discoïdales anonymes (Urrugne).